# No somos nadie (programa de televisión)
No somos nadie será un programa de televisión español producido por La Osa Producciones Audiovisuales emitido desde el 1 de septiembre de 2025 en Ten y Canal Quickie. El espacio será presentado por María Patiño de lunes a jueves y por Carlota Corredera los viernes.

## Historia
Tras el final de La familia de la tele en La 1 de Televisión Española, Tentáculos continuó sus emisiones cada tarde en Ten y Canal Quickie hasta el 30 de junio. Sin embargo, el abrupto cese de emisiones del primero hizo que su equipo, proveniente de Ni que fuéramos Shhh —el programa predecesor de Tentáculos—, se quedara sin su espacio en la pequeña pantalla. Por ello, de cara a la siguiente temporada, la productora La Osa Producciones Audiovisuales (anteriormente, La Fábrica de la Tele y, posteriormente, Fabricantes Studio) puso en marcha un formato llamado No somos nadie, que comenzaría el 1 de septiembre de 2025 y aglutinaría a colaboradores destacados de ambos programas, así como a sus presentadoras. Este programa también se emitiría a través de Ten y Canal Quickie cada tarde de lunes a viernes con el fin de comentar la actualidad de la prensa rosa y el mundo de la televisión.

## Formato
No somos nadie es un formato presentado por María Patiño o Carlota Corredera en el que un grupo de colaboradores comenta la actualidad del mundo del corazón, de la televisión y de los rostros populares del país. Además, también tienen cabida las conexiones en directo con su equipo de reporteros. Aparte de la tertulia y los reportajes, en el espacio se suceden varias secciones.

## Equipo

### Técnico
- Producción
  - La Osa Producciones Audiovisuales
- Dirección y coordinación
  - David Valldeperas (2025-act.)
  - Isa Morata (2025-act.)
  - Rocío Martín Vázquez (2025-act.)

### Presentadores
| Presentador/a     | Información               |      |
| Presentador/a     | Información               | 2025 |
| ----------------- | ------------------------- | ---- |
| María Patiño      | Presentadora y periodista |      |
| Carlota Corredera | Presentadora y periodista |      |

### Colaboradores
| Colaborador/a  | Información                                           |      |
| Colaborador/a  | Información                                           | 2025 |
| -------------- | ----------------------------------------------------- | ---- |
| Belén Esteban  | Personalidad televisiva                               |      |
| Kiko Matamoros | Colaborador de televisión y exrepresentante artístico |      |

## Temporadas y audiencias
| Temporada | N.° de episodios | Estreno                 | Final | Audiencia    | Audiencia         |
| Temporada | N.° de episodios | Estreno                 | Final | Espectadores | Cuota de pantalla |
| --------- | ---------------- | ----------------------- | ----- | ------------ | ----------------- |
| 1         |                  | 1 de septiembre de 2025 |       |              |                   |
| Media     |                  |                         |       |              |                   |

### Primera temporada (2025)
| N.º total | N.º temp. | Fecha de emisión | Audiencia |
| --------- | --------- | ---------------- | --------- |
| 1         | 1         | 01/09/2025       |           |
| 2         | 2         | 02/09/2025       |           |
| 3         | 3         | 03/09/2025       |           |
| 4         | 4         | 04/09/2025       |           |
| 5         | 5         | 05/09/2025       |           |